# Cinzas volantes
Cinzas volantes, ou cinzas de combustível pulverizadas, é a designação dada ao material obtido pela precipitação electrostática, ou captação mecânica em filtros de saco ou dispositivos semelhantes, das poeiras contidas no fumo produzido pela queima de combustível nas centrais termoeléctricas a carvão. A designação de volantes ("que voam") resulta da leveza das partículas, as quais, na ausência de dispositivos de filtração, seriam arrastadas pelos gases para a atmosfera como fumo. As cinzas volantes são um pó mineral fino, em grande parte constituído por pequenas partículas esféricas com dimensões que variam entre 0,5 µm e 100 µm, que resulta da fusão e calcinação das impurezas minerais incombustíveis contidas no carvão que foi queimado a altas temperaturas e pressões. Os grãos de cinza são sólidos amorfos que ganham a sua estrutura tendencialmente esférica por solidificarem em suspensão no fluxo gasoso resultante da queima. Dado que estas cinzas apresentam propriedades pozolânicas acentuadas, são em geral valorizadas pela sua utilização como aditivo em argamassas e betões, sendo por essa razão as pozolanas artificiais mais comuns, e como aditivo numa variedade de produtos.

## Composição química e classificação
O material que constitui as cinzas volantes solidifica em suspensão nos gases de escape dos queimadores, sendo colectado por precipitadores electrostáticos ou removido por filtração mecânica. A solidificação em suspensão num fluxo gasoso leva a que as partículas seja tendencialmente esféricas, em muitos casos ocas, com dimensões que variam dos 0,5 µm aos 100 µm.
Dada a sua origem nas impurezas minerais contidas no carvão, as cinzas são maioritariamente constituídas por dióxido de silício (SiO2), óxido de alumínio (Al2O3) e óxido de ferro (Fe2O3), sendo por isso uma interessante fonte de alumínio e silício para geopolímeros. Exibem também actividade pozolânica, reagindo à temperatura normal e em presença de água com o hidróxido de cálcio e com álcalis para formar hidratos de silicato de cálcio, compostos com capacidade de presa, isto é que actuam como cimento em agregados.
Em função da sua composição e da sua actividade pozolânica, as cinzas volantes são classificadas pela norma ASTM C618 em duas categorias: (1) Cinzas volantes da classe F; e (2) cinzas volantes da classe C.
A principal diferença entre aquelas classes é o teor em cálcio, sílica, alumina e ferro existente na sua composição, o qual por sua vez determina as propriedades físicas e químicas do material e em consequência as suas propriedades como material para utilizações tecnológicas. A composição química das cinzas está essencialmente dependente das características dos carvões queimados e das impurezas que contenham. A tabela ao lado dá, para os carvões mais comuns utilizados na geração de energia eléctrica, a composição média das cinzas.